# Pluvier à double collier
Anarhynchus bicinctus
Espèce
Synonymes
Charadrius bicinctus
Statut de conservation UICN

 NT A2b+3b+4b; C1 : Quasi menacé

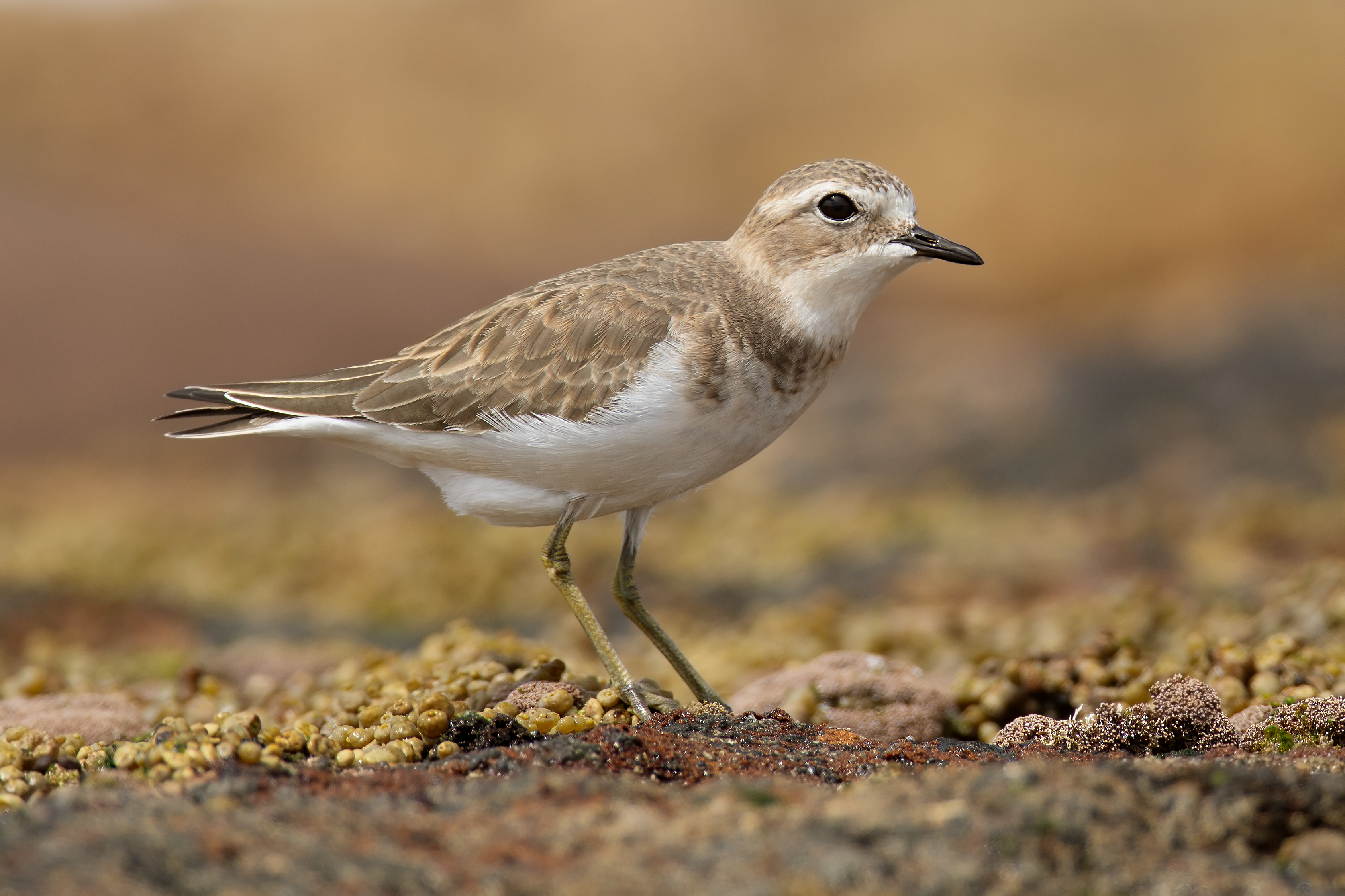
Un pluvier à double collier, plumage commun, Nouvelle-Galles du Sud, Australie. Mars 2019.

Le Pluvier à double collier (Anarhynchus bicinctus, anciennement Charadrius bicinctus) est une espèce d'oiseaux de la famille des Charadriidae.

## Répartition
Cet oiseau peuple la Nouvelle-Zélande (y compris les îles Chatham et Auckland).

## Sous-espèces
D'après la classification de référence (version 14.1, 2024) de l'Union internationale des ornithologues, le Pluvier à double collier possède 2 sous-espèces (ordre philogénique) :
- Anarhynchus bicinctus bicinctus (Jardine & Selby, 1827) ;
- Anarhynchus bicinctus exilis (Falla, 1978) — îles Auckland.